# Zastava Turske
Zastava Turske sastoji se od bijelog polumjeseca i zvijezde na crvenoj podlozi. Omjer visine i širine je 2:3. Turski naziv je Ay Yıldız ("mjesec") ili al sancak ("crvena zastava"). Zastava ima kompleksno porijeklo. Gotovo je identična posljednjoj zastavi Osmanskog Carstva iz 1844.